# CAT 20
Il CAT 20 era un aliante monoposto ad ala alta a parasole con capacità acrobatiche prodotto dall'azienda italiana Cattaneo Alianti Taliedo (CAT) negli anni trenta.
Utilizzato nelle scuole di volo a vela della Reale Unione Nazionale Aeronautica (RUNA) era una copia realizzata su licenza austriaca Hütter H 17.

## Storia

### Sviluppo
Negli anni trenta la Reale Unione Nazionale Aeronautica (RUNA), associazione che operava nel campo dell'aviazione generale sorta sull'esortazione di Italo Balbo, necessitava di nuovi velivoli da fornire per soddisfare le richieste dei propri associati. Oltre ai velivoli a motore, utilizzati per il turismo da diporto, si stava sviluppando la disciplina sportiva del volo a vela con conseguente necessità di disporre anche di veleggiatori.

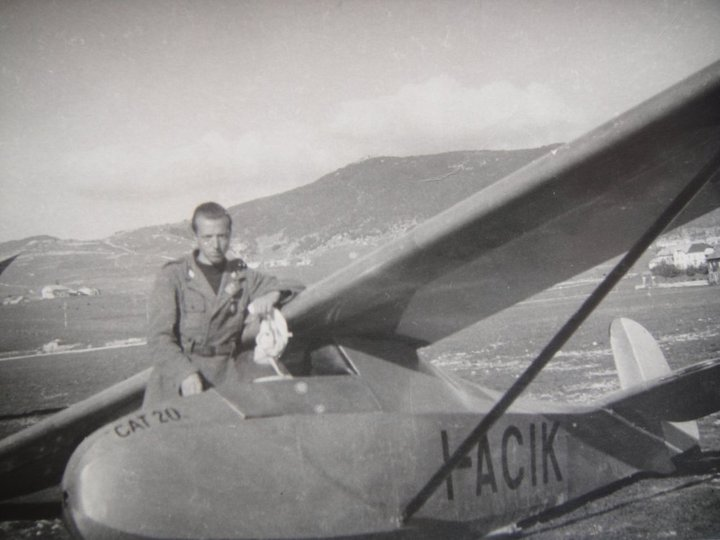
Aliante Monoposto CAT 20. Camilo Gianfelice Giuliani - Asiago, Italia, 1942

L'opportunità di sviluppo del settore del volo senza motore venne recepita dall'ingegnere Ettore Cattaneo (1898-1972) che nel 1935 decise di fondare a Taliedo la C.A.T. (Cattaneo Alianti Taliedo) per avviare la produzione di alianti su licenza. Tra i modelli proposti il CAT 20, copia dell'Hütter H 17, un compatto monoplano realizzato in legno e tela progettato in Austria nel 1934 da Ulrich W. Hütter quando quest'ultimo era ancora studente.
In quegli anni una linea di pensiero sosteneva che un aliante di piccole dimensioni e molto leggero avesse maggiore agilità per sfruttare al meglio le correnti ascensionali, soprattutto in montagna. Il CAT 20 soddisfala queste caratteristiche, con la sua apertura alare di 9,7 m ed un peso a vuoto di soli 80 kg. La sua concezione seguiva la tecnica del momento, tra gli altri simile a quella utilizzata nella costruzione dello Schneider Grunau Baby: velatura monoplana ad ala alta con struttura monolongherone e bordo di attacco rivestito in compensato in modo da formare la nota D di torsione.
Le doti di salita del CAT 20 risultano ancor oggi di tutto rilievo tuttavia al termine della salita, quando per mantenersi in volo il pilota deve dirigersi verso una nuova termica, il modello fatica a prendere velocità. La sua velocità di massima efficienza è di 60 km/h ed ogni aumento di velocità si traduce in una ripida discesa. In montagna, volando in dinamica, le cose vanno meglio perché la continuità dell'ascendenza permette, sempre a velocità ridotta, di percorrere discrete distanze.
L'irrobustimento della cellula rispetto al Hütter H 17 consentiva al modello di avere capacità acrobatiche, apprezzato per la sua agilità e dolcezza nell'eseguire figure acrobatiche collegate, ma curando di non superare mai i 120 km/h ed i 2 g (È incollato con la caseina).

### Descrizione tecnica

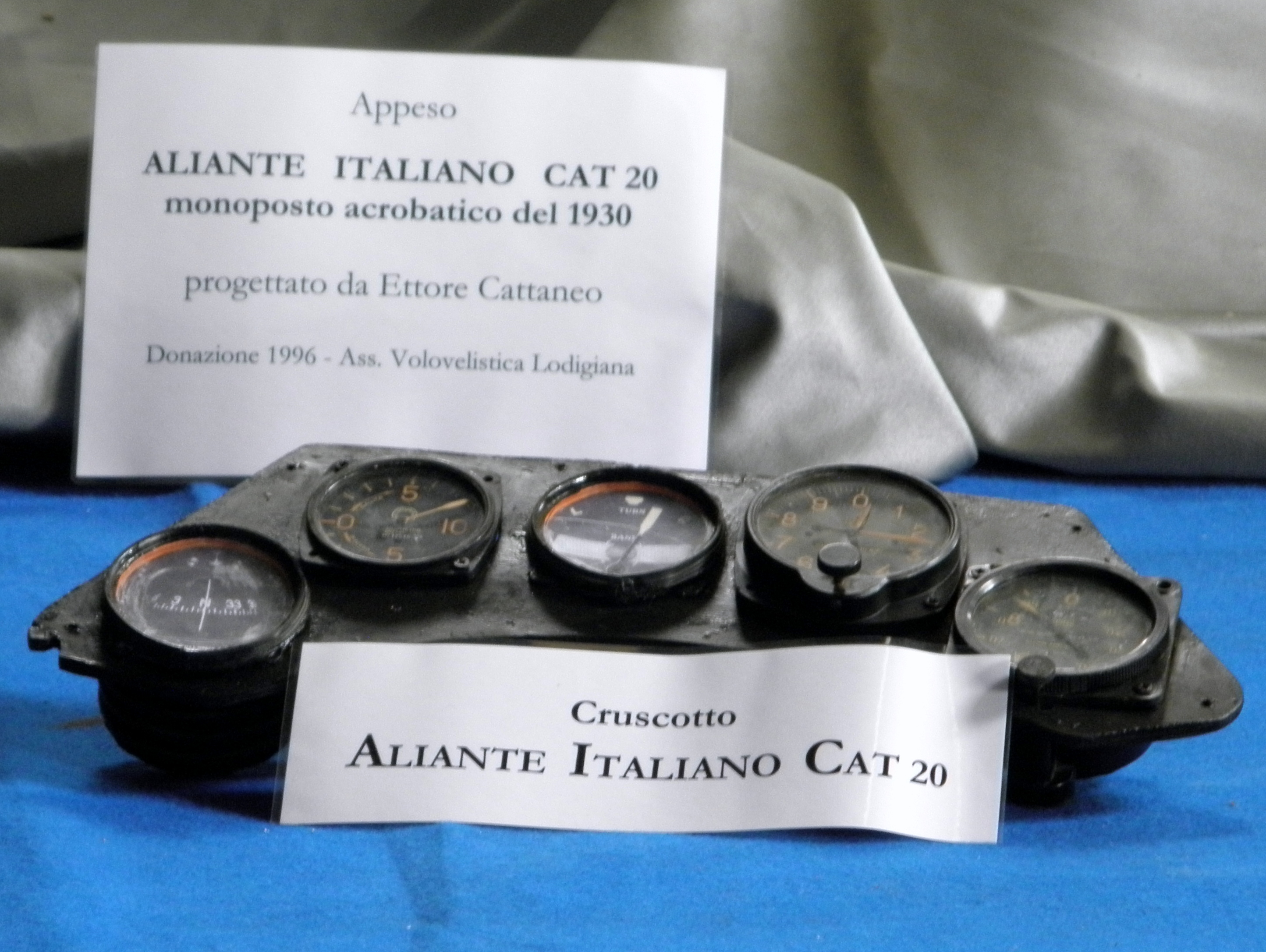
Il pannello strumenti del CAT 20 esposto al Museo dell'aria e dello spazio.

Il CAT 20 è un compatto aliante realizzato principalmente in legno e tela e che riprende l'impostazione generale del modello dal quale è stato ripreso, monoplano monoposto ad ala alta, tranne in alcuni dettagli.
La fusoliera, a sezione poligonale completamente rivestita in compensato, incorpora l'unico abitacolo aperto occupato dal pilota, protetto da un parabrezza, assemblata grazie l'uso di caseina. Posteriormente termina in un impennaggio classico monoderiva, caratterizzato dall'elemento verticale dal disegno più arrotondato dell'H 17, e piani orizzontali a sbalzo, senza compensazione.
La configurazione alare era monoplana ad ala alta, con struttura monolongherone realizzata in legno e priva di diruttori
I montanti sono in acciaio invece che di legno.
Il dispositivo di atterraggio consisteva in un semplice pattino estensibile, ammortizzato con tamponi in gomma, posizionato sotto la parte inferiore della fusoliera.

## Esemplari attualmente esistenti

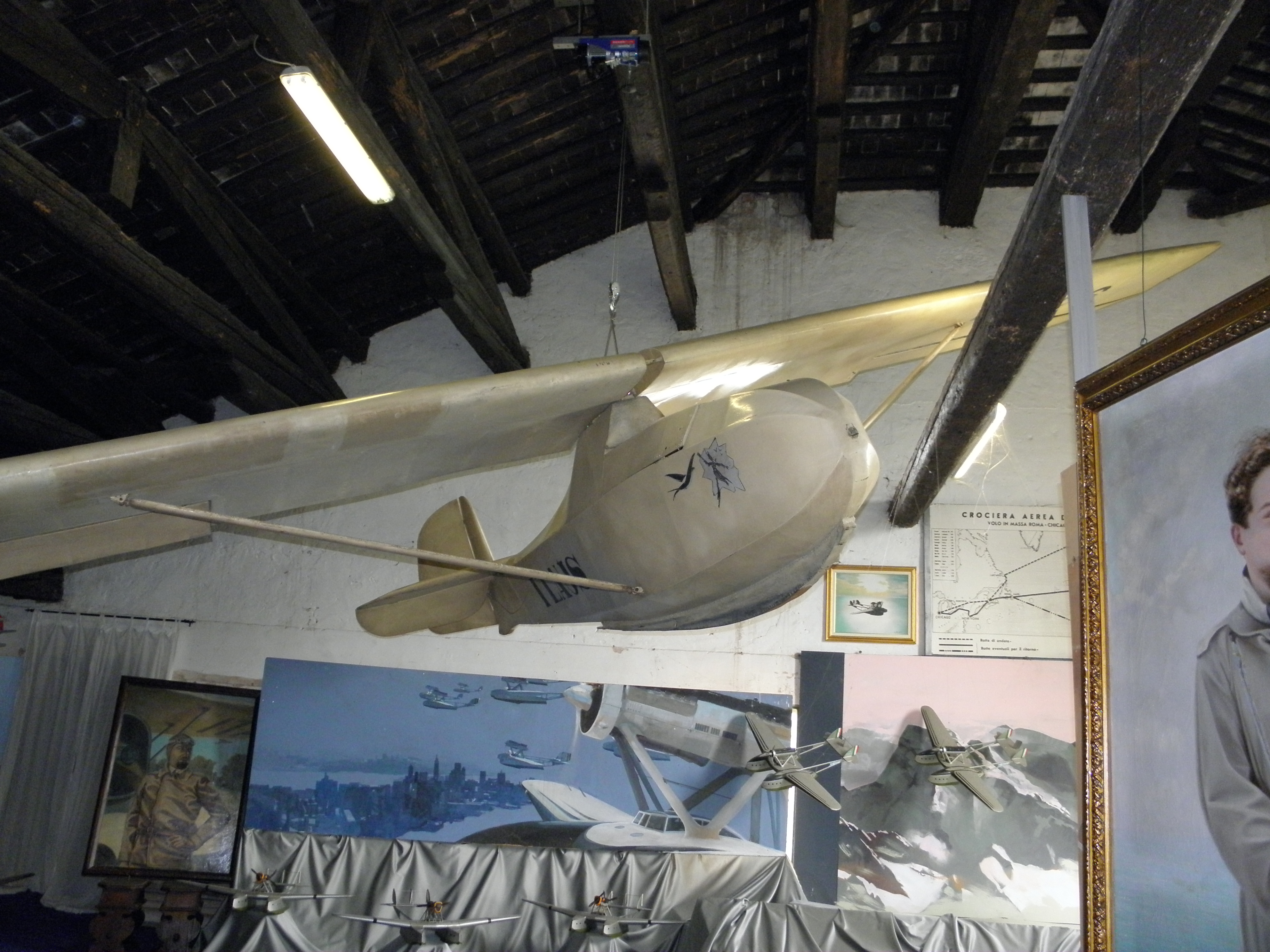
Il CAT 20 esposto al Museo dell'aria e dello spazio, Due Carrare.

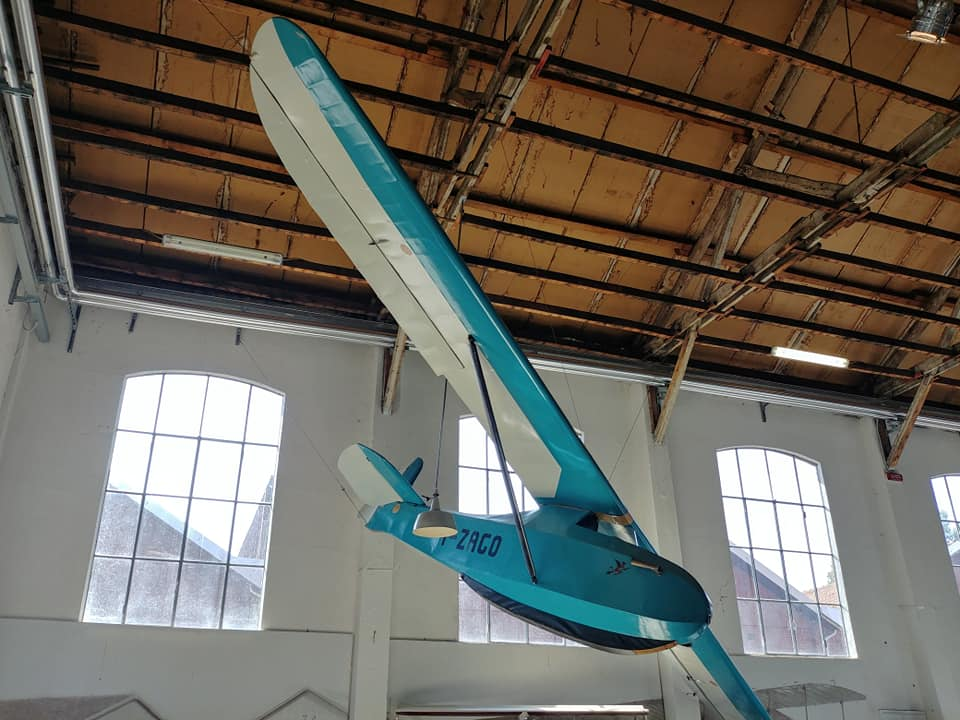
CAT 20 I-ZAGO esposto al Parco e Museo di Volandia.

Benché esistano ancora diversi CAT 20 di proprietà di collezionisti privati, sono solo due gli esemplari noti presenti in una struttura museale.
Il CAT 20 I-LAUS, è attualmente esposto presso il Museo dell'aria e dello spazio, in località San Pelagio, nel comune padovano di Due Carrare.
Il CAT 20 I-ZAGO, ricoverato per anni presso l'aeroporto di Pavullo è stato recentemente trasferito presso il parco tematico Volandia di Somma Lombardo. L'I-ZAGO, di proprietà del generale Carlo Zorzoli, fu collaudato nel 1952 sull'aeroporto di Verona-Boscomantico, dal pilota Giuseppe Toson, dopo ampi lavori di restauro. A quell'epoca il veleggiatore era di proprietà del Gruppo Volovelisti Veronesi.